# Wierzchlida
Wierzchlida (biał. Верх-Ліда, Wierch-Lida; ros. Верх-Лида, Wierch-Lida) – wieś na Białorusi, w obwodzie grodzieńskim, w rejonie lidzkim, w sielsowiecie Krupa, nad Lidzieją. Od południa graniczy z Lidą.

## Historia
W dwudziestoleciu międzywojennym leżała w Polsce, w województwie nowogródzkim, w powiecie lidzkim, w gminie Lida. W 1921 miejscowość liczyła 236 mieszkańców, zamieszkałych w 41 budynkach, wyłącznie Polaków wyznania rzymskokatolickiego.
Po II wojnie światowej w granicach Związku Sowieckiego. Od 1991 w niepodległej Białorusi.